# Harold Polis
Harold Polis (Wilrijk, 13 augustus 1970) is een Vlaamse uitgever en schrijver.
In 2021 verscheen van Polis de essaybundel Autonomie - en andere verhalen voor kinderen van onze tijd.
- Bibsys: 3789
- Bibliothèque nationale de France: cb13537571n (data)
- Digitale Bibliotheek voor de Nederlandse Letteren: poli003
- Gemeinsame Normdatei: 1229946519
- International Standard Name Identifier: 0000 0001 0890 2146
- Library of Congress Control Number: n99000562
- Nederlandse Thesaurus van Auteursnamen: 112935095
- Système universitaire de documentation: 050678264
- Virtual International Authority File: 39539014